# Bocht van Nossegem

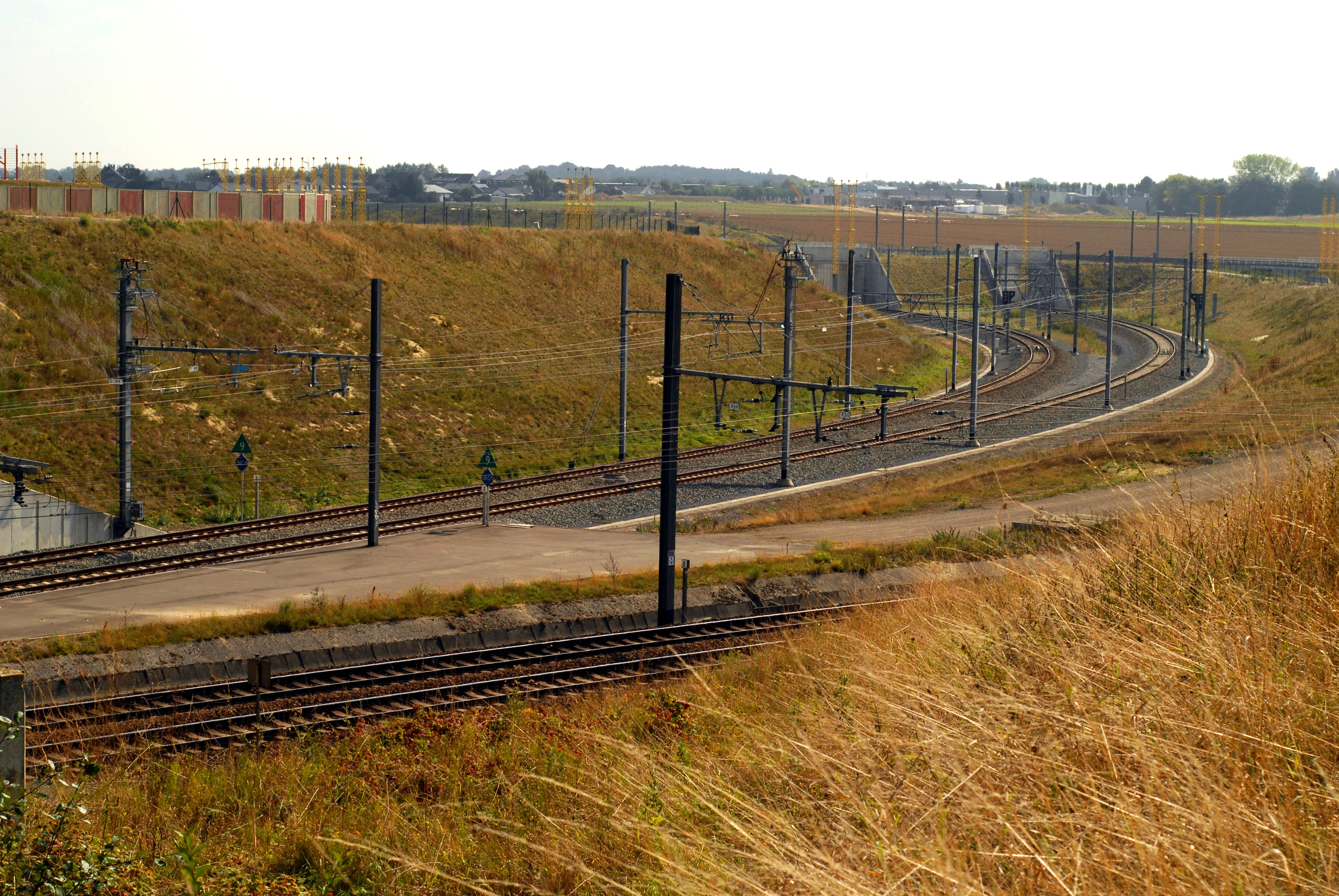
Bocht van Nossegem

De bocht van Nossegem (officieel: Lijn 36C/1) is een spoorbocht die ten westen van het station Nossegem aftakt van spoorlijn 36 (Brussel-Luik). De verbinding werd op 11 december 2005 in gebruik genomen. De spoorbocht maakt het mogelijk om vanuit Leuven rechtstreeks naar het station Brussels Airport-Zaventem te rijden. Vroeger was dit niet mogelijk en moest men in Brussel-Noord overstappen op een Airport Express. Door deze nieuwe verbinding wordt veel tijdwinst geboekt.
De aanleg van de spoorbocht kaderde in de modernisering van spoorlijn 36, lijn 3 van het Gewestelijk Expresnet (GEN) en in het Diabolo-project om Brussels Airport vanuit alle richting beter bereikbaar te maken met het openbaar vervoer. Daarmee is het een typisch voorbeeld van het START-initiatief actieplan van de Vlaamse Overheid.
Het traject werd afgewerkt met twee sporen, en heeft een respectievelijke spoorlengte van 1 en 1,25 kilometer. De werken burgerlijke bouwkunde startten in januari 2004, de spooraanleg in maart 2005, seininrichting en bovenleiding in augustus 2005. De totale kosten, ten laste van Infrabel, liepen op tot 20,8 miljoen euro. De bocht van Nossegem heeft als formele naam Spoorlijn 36C/1. De lijn maakt de verbinding tussen lijn 36 en lijn 36C (verbinding Zaventem - Brussels Airport-Zaventem).